# Бо Мя
Со Бо Мя (бирм.: ဘိုမြ , 20 января 1927 — 24 декабря 2006) — руководитель каренского сопротивления на территории округа Папун в государстве Карен — штате в Мьянме. Бо Мя — баптист. Он был длительное время (1976—2000) председателем Каренского Национального Союза (KNU), потом по состоянию здоровья подал в отставку.
Во время Второй мировой войны Бо Мя воевал вместе с британскими войсками против японской оккупации в 1944—1945.
Когда Государство Карен объявило независимость от Бирмы в 1949, Бо Мя быстро поднялся до руководящих должностей, получил известность за счёт своей твёрдости и непримиримости. KNU обосновалось в городе Манепло («поле победы») недалеко от таиландской границы. Каренская Армия Национального Освобождения, созданная KNU, была самой упорной и успешной из национальных вооружённых формирований во время Гражданской войны в Бирме.
В 1990 наметился раскол в движении за счёт религиозных трений между буддистами, христианами и анимистами.
В 1994 часть солдат KNLA отошли от движения сопротивления, они создали собственную Демократическую каренскую Буддийскую Армию (DKBA) и вступили в союз с правительственными войсками Бирмы . С декабря 1994 Манепло был осаждён, а в дальнейшем занят правительственными войсками.
В 2000 написал книгу «Bo Mya: In His Own Words».
После этого позиции KNU и KNLA значительно ослабли. В начале 2004 Бо Мя посетил Рангун для участия в мирных переговорах с премьер-министром Кхин Ньюнтом.
24 декабря 2006 Бо Мя умер от заболевания сердца в больнице города Ме Сот в Таиланде.